# Basilica superiore di San Francesco d'Assisi

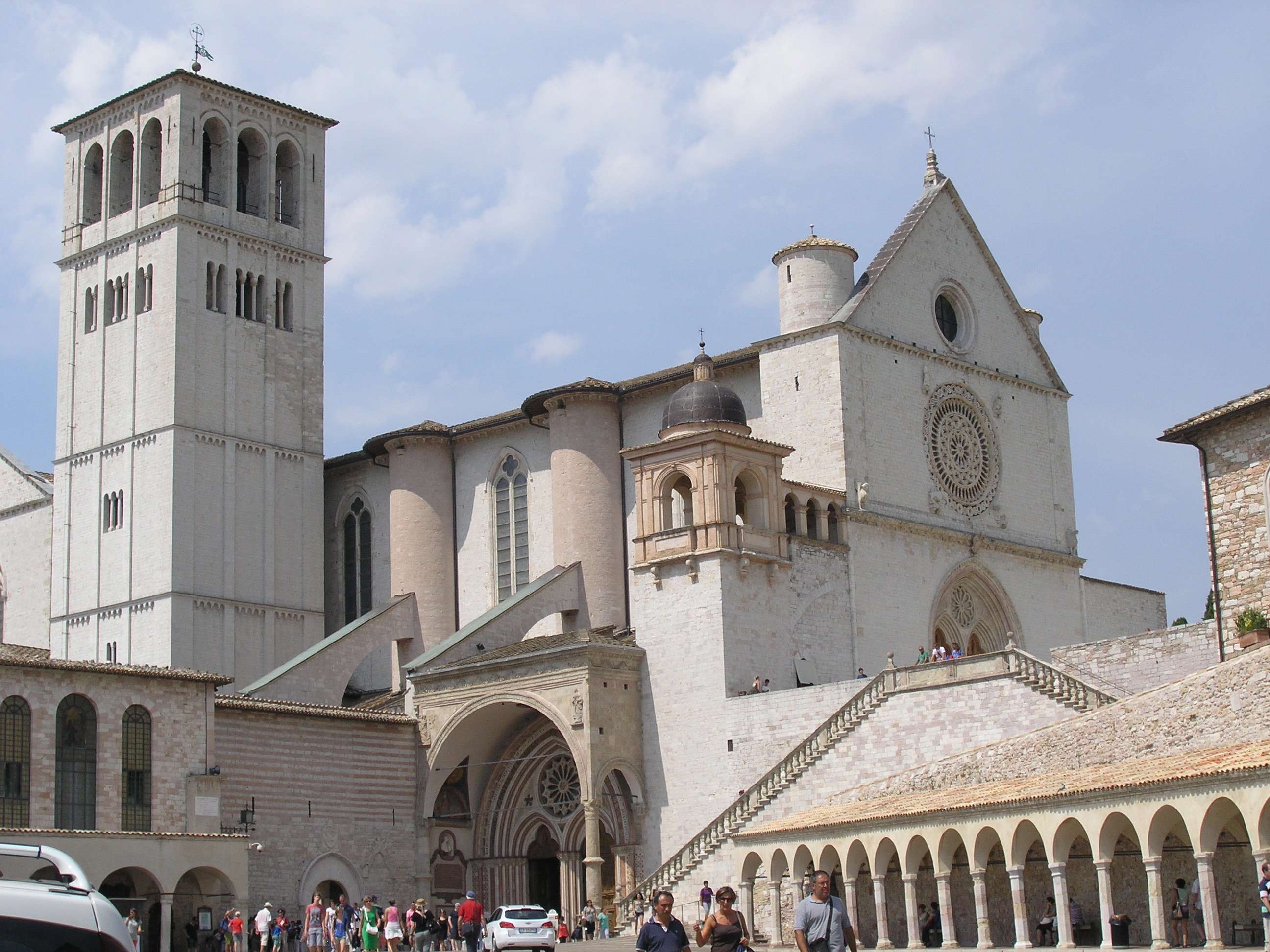
Veduta della basilica superiore, restaurata nel 1997 a causa di un terremoto

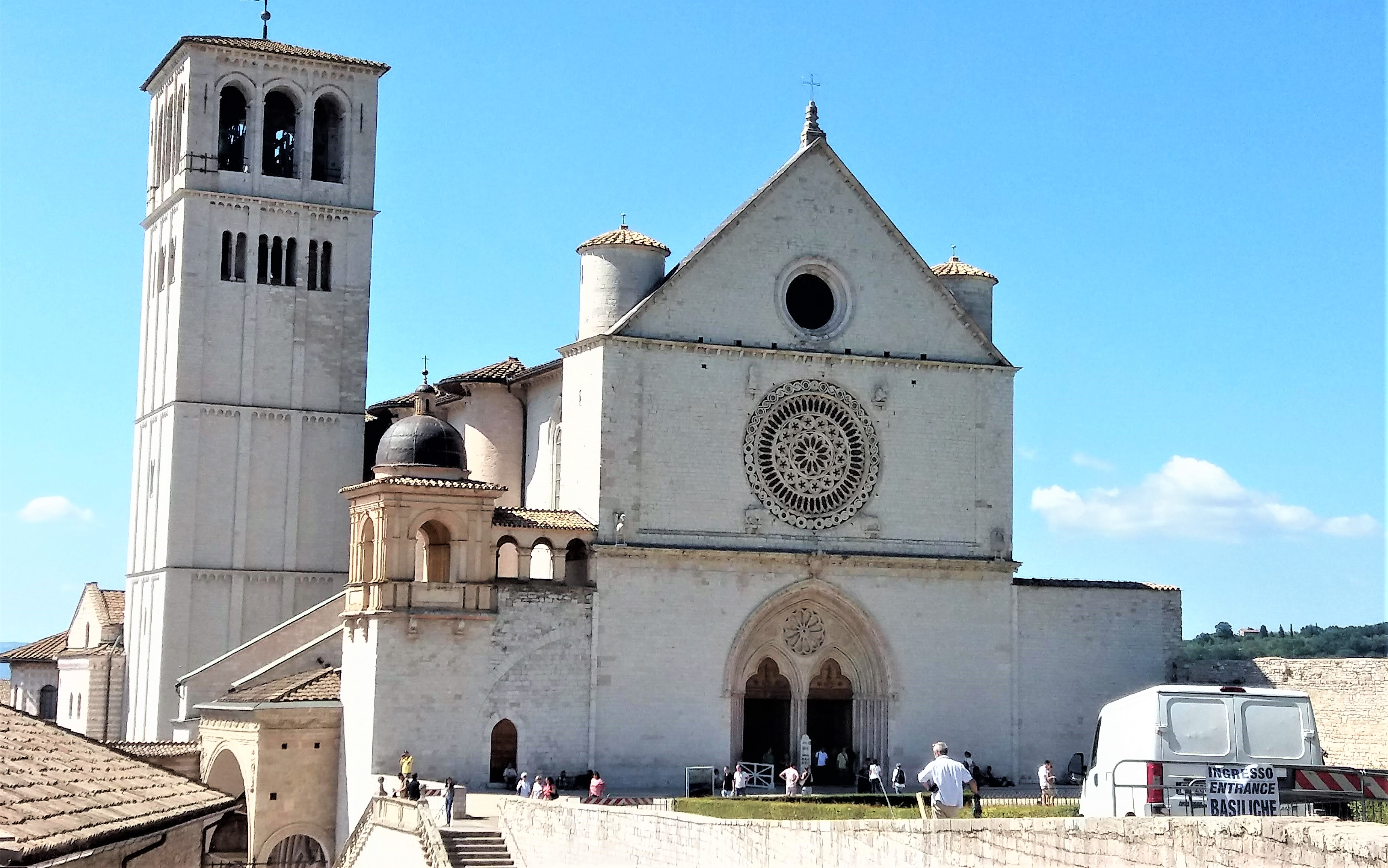
Basilica superiore

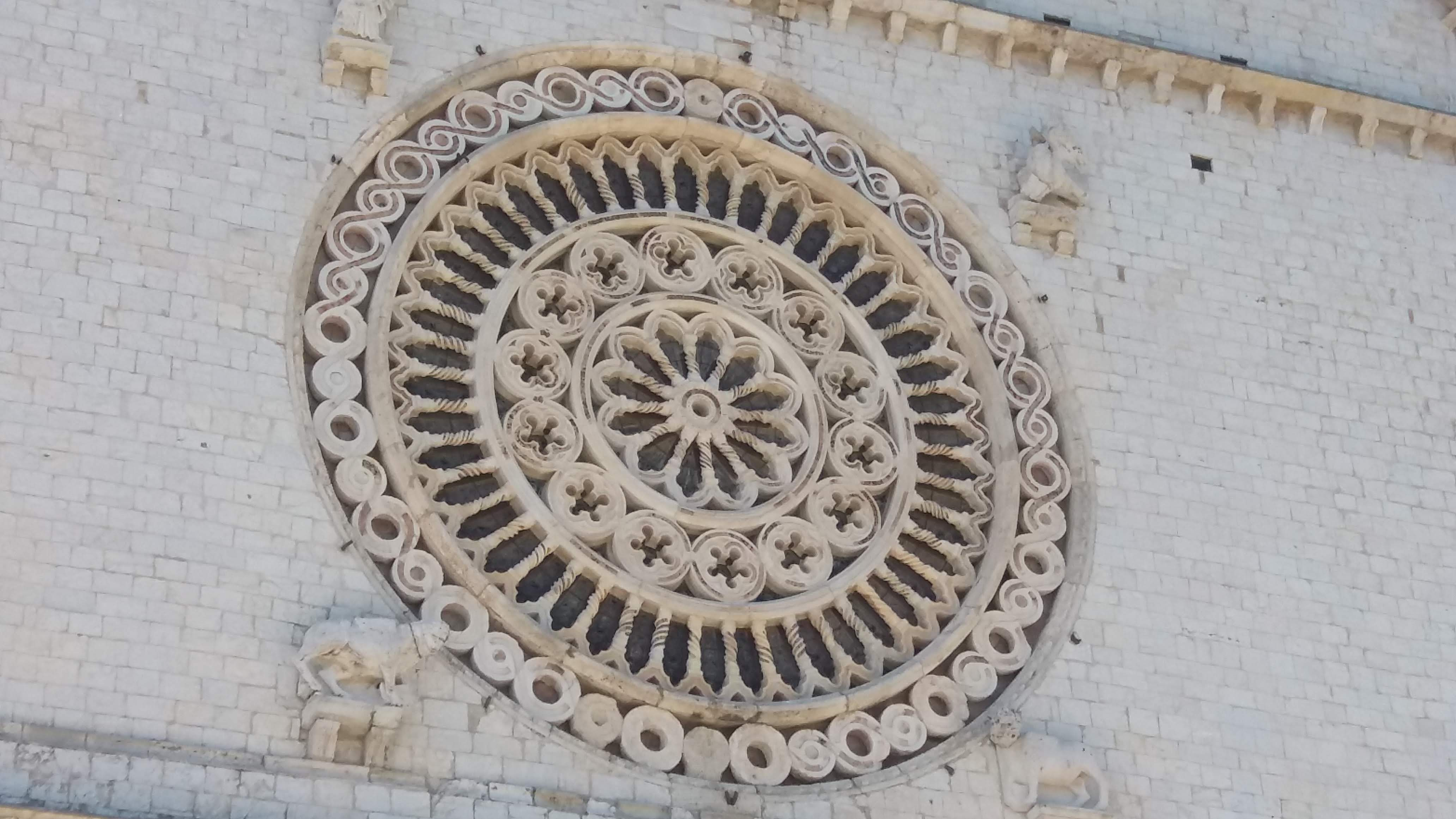
Particolare del rosone

La basilica superiore di San Francesco d'Assisi è una delle due strutture che compongono la basilica di San Francesco ad Assisi, assieme alla basilica inferiore. Vi si accede dalla piazza superiore di San Francesco d'Assisi.

## Storia
La basilica venne iniziata nel 1228 da Gregorio IX e conclusa nel 1253 da Innocenzo IV, con le maestranze dei migliori architetti, decoratori e pittori dell'epoca.
La basilica superiore, che fu importante nella diffusione del gotico in Italia, venne predisposta per diventare una meta di pellegrinaggio e devozione popolare. Un secondo ordine di interessi era più strettamente legato al papato, che vedeva ormai nei francescani gli alleati per rinsaldare i legami con i ceti più umili. I papi profusero grandi risorse economiche e si occuparono personalmente dell'andamento dei lavori, tanto che in un certo senso San Francesco divenne una sorta di "cappella palatina" papale, che non a caso ricorda la Sainte-Chapelle di Parigi, dove sono presenti due chiese sovrapposte ad aula unica.
La struttura abbastanza semplice che si intendeva dare all'inizio venne quindi modificata quasi subito secondo linee più maestose, ispirandosi in parte all'architettura romanica lombarda, con nuove suggestioni gotiche legate agli edifici costruiti dall'ordine cistercense.
Il terremoto del 26 settembre 1997 causò profonde lesioni alla basilica superiore, con il crollo della volta in due punti (che provocò la morte di quattro persone ricordate con un'iscrizione nel pavimento all'ingresso della basilica) e ingenti danni al timpano sud del transetto: 130 metri quadrati di affreschi medievali furono ridotti in frammenti. La basilica rimase chiusa per due anni per i lavori di restauro.
Il sisma causò il crollo di parte degli affreschi sulla volta della prima campata: il San Girolamo (attribuito da alcuni a Giotto giovane), dove erano raffigurati i Quattro Dottori della Chiesa; la figura di San Matteo, sulla volta raffigurante i Quattro evangelisti di Cimabue; inoltre, la volta stellata, ridipinta nell'Ottocento.

## Architettura

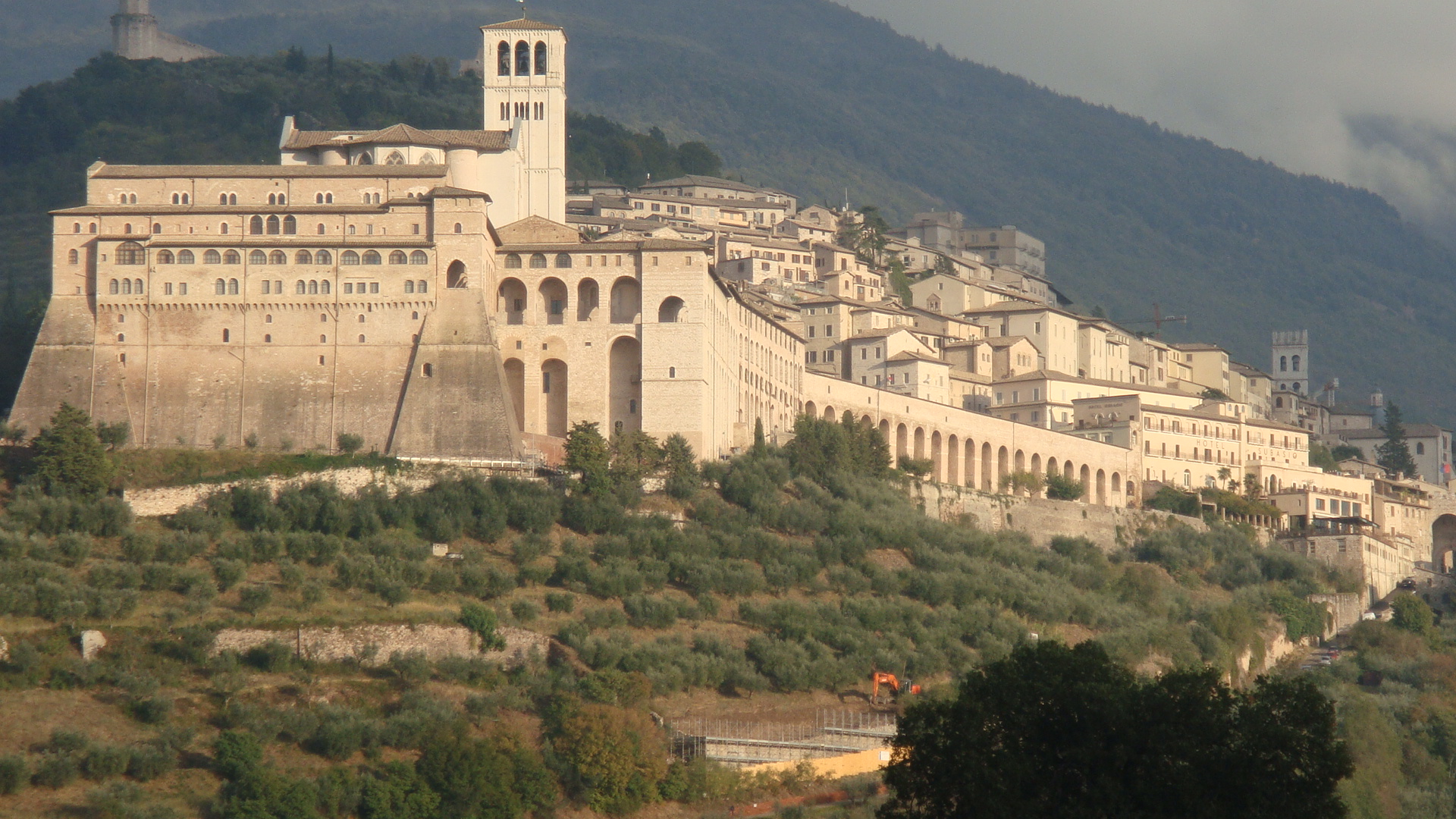
La basilica dal retro

L'esterno, dalla relativa semplicità romanica con qualche elemento gotico quale il portale a sesto acuto e gli archi rampanti, era diverso dall'interno, nel quale prevale la vivace policromia e le slanciate forme gotiche. La navata è divisa in quattro campate con transetto e abside, presenta una copertura con volte a crociera. Uno stretto ballatoio corre tutto intorno alle pareti. La chiesa superiore è illuminata da grandi finestroni gotici che corrono lungo tutta la fascia alta della navata e dell'abside, a cui si aggiunge la luce che entra dal rosone della facciata.
Quest'ultima ha forme di pura semplicità, tripartita orizzontalmente fra tre cornici con mensole e coronata da timpano triangolare. Il portale è gemino e il rosone è doppio, decorato da intarsi cosmateschi tra i rilievi dei simboli degli Evangelisti.

A sinistra della facciata si vede il prolungamento della loggia delle Benedizioni, progetto di Valentino Martelli del 1607. 

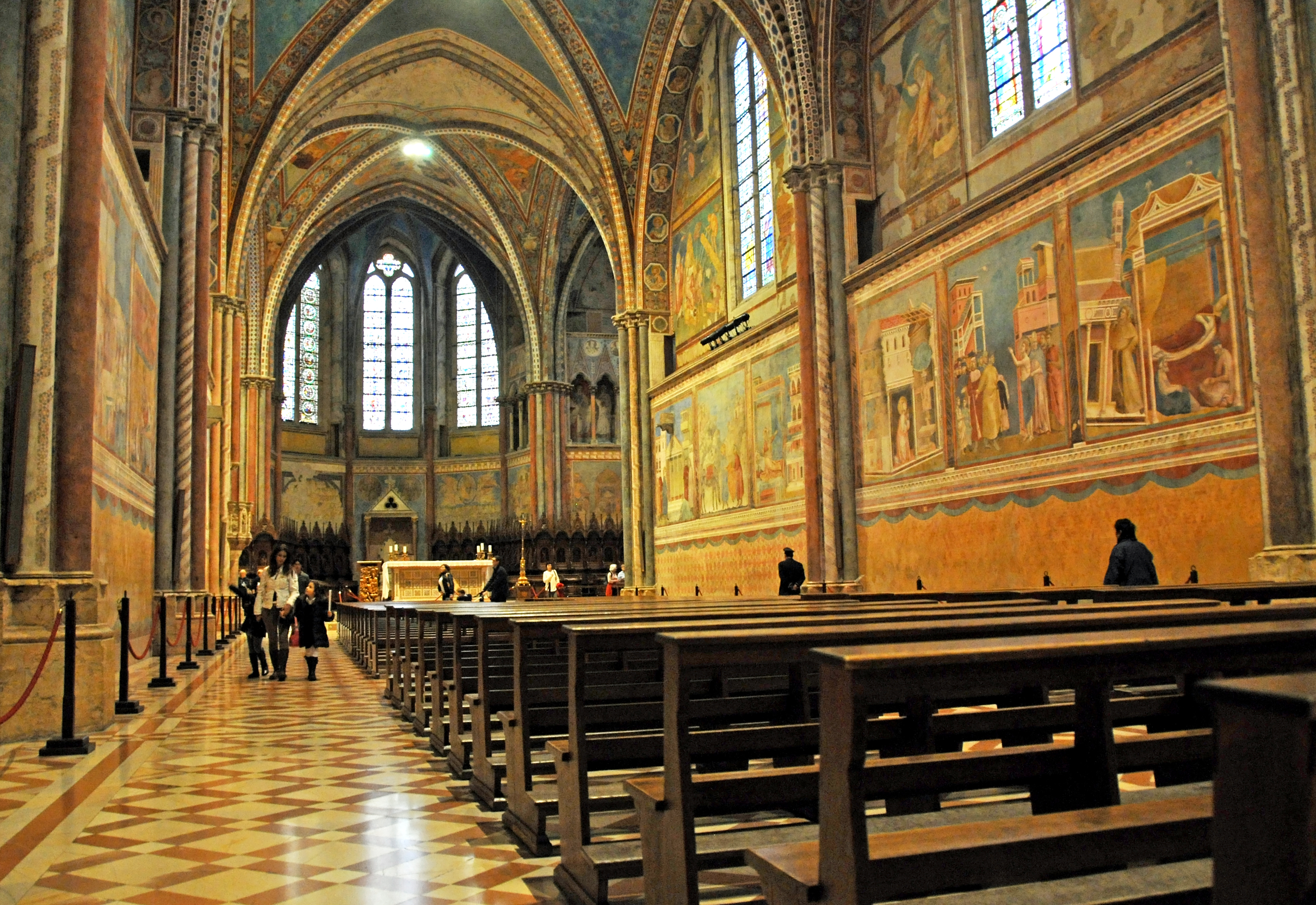
interno

L'interno è caratterizzato da navata unica a quatt.ro campate, più un presbiterio composto da tre campate irregolari e abside poligonale. Reggono le volte a crociera pilastri polistili composti da colonnine su cui importano poi, organicamente, i costoloni. A una certa altezza le pareti rientrano lasciando lo spazio per un ballatoio che gira intorno alla navata, sale nella controfacciata fino al piano sottostante il rosone e passa, nel presbiterio, sotto archetti trilobi.
Lo spazio della chiesa è ampio e slanciato, con uno straordinario coniugarsi tra le strutture murarie e l'apparato decorativo. I grandi finestroni delle campate, il rosone e le vetrate del transetto garantiscono una forte illuminazione di ascendenza nordica, che contrasta con la penombra della basilica inferiore.

## Il ciclo di affreschi
Le pareti interne della chiesa vennero interamente ricoperte da affreschi secondo un programma iconografico organico, legato alla corrispondenza tra le storie dell'Antico, del Nuovo Testamento e degli Atti degli Apostoli in concordanza con le storie di san Francesco, in modo da codificarne la figura secondo l'interpretazione data da san Bonaventura.

### Presbiterio

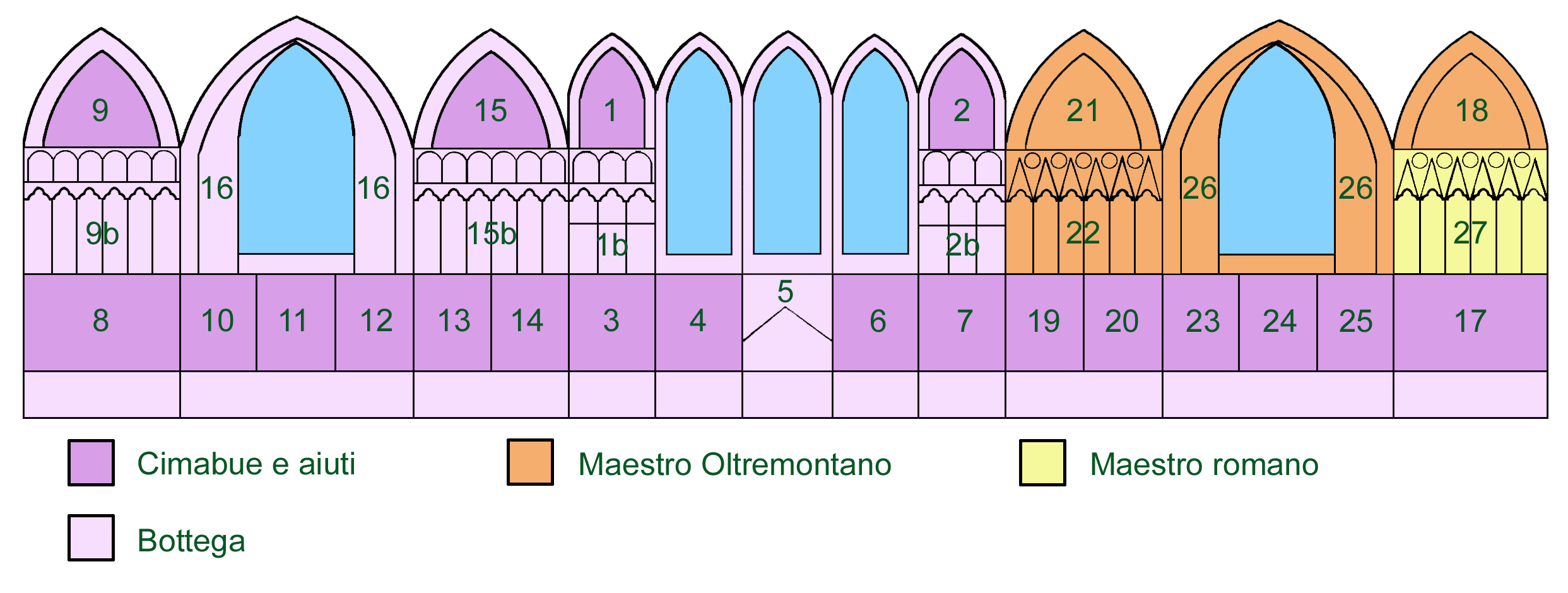
Schema affreschi del presbiterio

#### Cimabue e bottega

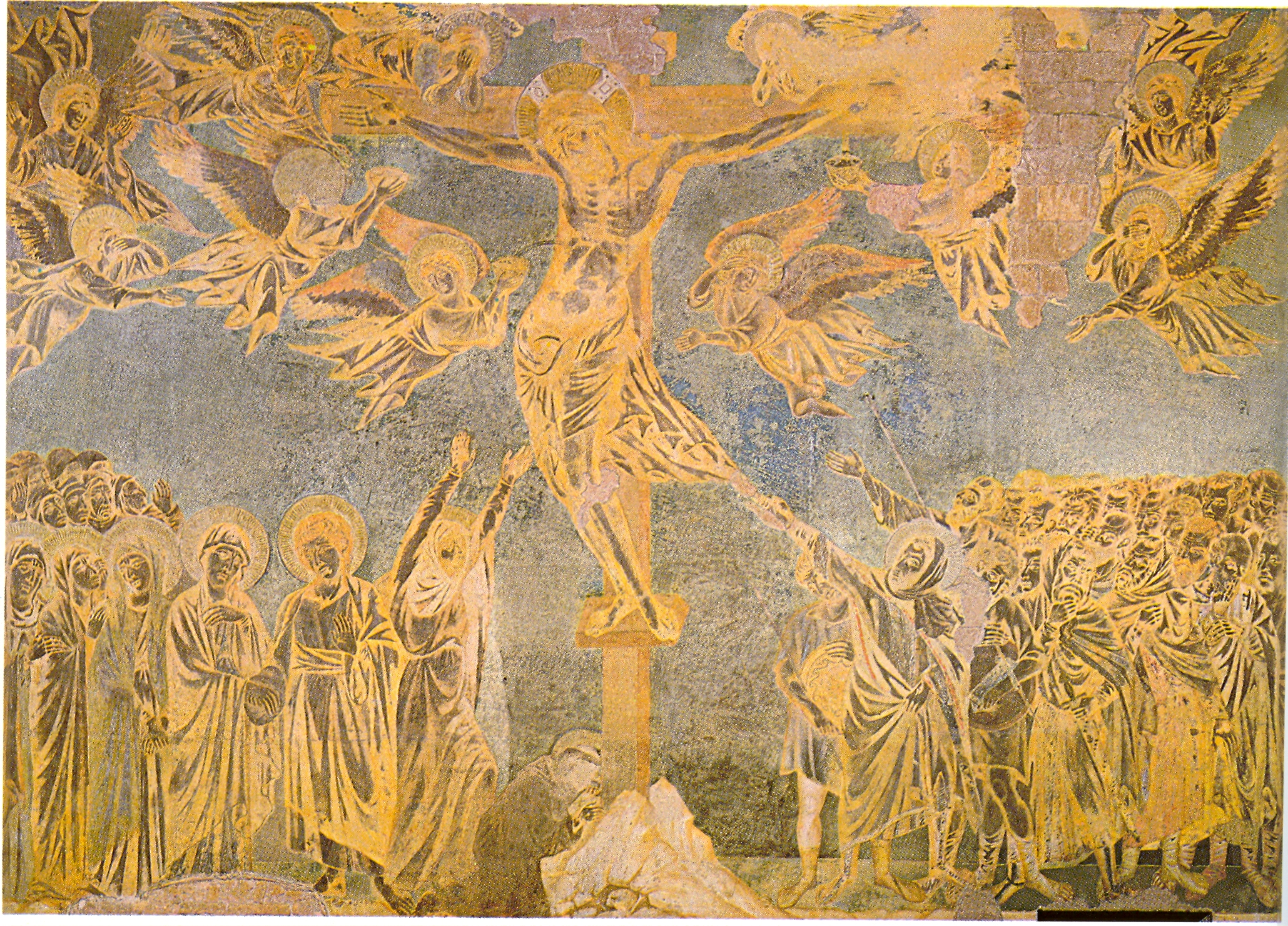
La Crocifissione del transetto sinistro

I primi affreschi della basilica vennero realizzati dal migliore maestro reperibile allora sulla piazza italiana, Cimabue, che vi lavorò probabilmente nel 1288-1292 con la sua bottega. L'arrivo di Cimabue ad Assisi segnò l'ingresso nella prestigiosa committenza papale di artisti fiorentini e la scelta del maestro fu dettata quasi certamente dalla fama che aveva acquistato a Roma nel 1272 (anche se non sono conosciute sue opere del periodo romano) o dalla bellissima maestà che aveva dipinto precedentemente nella basilica inferiore.
Si tratta di scene che erano il principale monumento della pittura pregiottesca in Italia, oggi in cattivo stato di conservazione. Già all'epoca di Vasari erano "dal tempo e dalla polvere consumati", e oggi si presentano per lo più consunti o alterati dalla degenerazione chimica dei bianchi per l'uso della biacca (carbonato di piombo misto a idrossido di piombo) nella tecnica dell'affresco, con il risultato che in molte scene i toni un tempo chiari appaiono oggi scuri, come in un negativo fotografico. È comunque di per sé un miracolo che questi affreschi ci siano pervenuti e non siano stati fatti rifare o scialbare. Una parte delle scene del transetto e dell'abside inoltre è oggi coperta dalla presenza delle cuspidi del coro quattrocentesco, che nascondono circa un terzo delle scene nella parte inferiore.
Le scene sono incorniciate da fasce decorative con motivi geometrici, racemi, fogliame e, talvolta, teste angeliche, putti, angeli telamoni con vasi, mascheroni e vegliardi. Tali motivi si propagano anche sui costoloni e, in generale, sono in condizioni migliori delle scene figurate principali. La campata centrale è decorata dai Quattro Evangelisti (93), mentre le altre campate hanno un semplice cielo stellato.
Il ciclo delle pareti si legge dall'abside, dove si trovano le Storie di Maria:
1. Annuncio a Gioacchino e sua offerta (lunettone sinistro accanto alla vetrata)
  - Madonna tra due angeli (galleria sotto il lunettone sinistro, bottega di Cimabue)
2. Natività e sposalizio della Vergine (lunettone destro accanto alla vetrata)
  - Madonna col Bambino, Vergine leggente, Santo che colpisce un legno (galleria sotto il lunettone destro, bottega di Cimabue)
3. Trapasso della Vergine
4. Dormitio Virginis
5. Due clipei con Busti di santi ai lati della cattedra papale al centro dell'abside, già identificati con Gregorio IX e Innocenzo IV (bottega di Cimabue)
6. Assunzione della Vergine
7. Cristo e la Vergine in gloria

Nel transetto sinistro si trova la prima delle due grandi Crocifissioni e le Storie dell'Apocalisse:
1. Crocifissione
2. Cristo in gloria (lunettone)
3. Visione del trono e libro dei sette sigilli
4. Visione degli angeli ai quattro angoli della terra
5. Cristo apocalittico
6. Caduta di Babilonia
7. San Giovanni e l'angelo
8. San Michele e il drago (lunettone)
9. Angeli a figura piena (molto danneggiati, ai lati della quadrifora del lunettone alla testa del transetto)

Nel transetto destro un'altra Crocifissione e le Storie dei santi Pietro e Paolo:
1. Crocifissione
2. Trasfigurazione (attribuita al Maestro Oltremontano)
3. San Pietro guarisce lo storpio
4. San Pietro guarisce gli infermi e libera gli indemoniati
5. San Luca inginocchiato accanto a un trono (attribuita al Maestro Oltremontano)
6. Caduta di Simon Mago
7. Crocifissione di san Pietro
8. Decapitazione di san Paolo
9. Angeli a figura piena (molto danneggiati, ai lati della quadrifora del lunettone alla testa del transetto)

Le scene sono divise da bande con elementi vegetali in cui sono incastonati busti di angeli; la base di tutto il transetto, dove non è coperta dal coro, mostra una fascia con cerchi e altri motivi geometrici, che simula un parato tessile.
I diversi temi del transetto, dell'abside e della navata sono collegati tra loro attraverso i Vangeli, rappresentati dai quattro Evangelisti, ciascuno in atto di scrivere ispirato da un angelo, e avendo di fronte la veduta della regione evangelizzata: Matteo, la Giudea; Giovanni, l'Asia; Luca, la Grecia; Marco, l'Italia.
La scena più interessante è quella della Crocifissione nel transetto sinistro, dove le numerose figure in basso con i loro gesti strazianti fanno convergere le linee di forza verso il crocifisso, attorno al quale si dispiega un seguito di angeli. La drammaticità quasi patetica della rappresentazione viene considerata il punto di arrivo della riflessione francescana sul tema della Croce in senso drammatico.

#### Il Maestro Oltremontano e il seguace romano
Più o meno contemporaneamente a Cimabue lavorò alla testata del transetto nord un maestro più spiccatamente gotico, forse francese o inglese, per questo chiamato Maestro Oltremontano. Le sue pitture sono concentrate nei tratti di parete a fianco della finestra e comprendono i profeti Isaia e David (26), nei due lunettoni con la Trasfigurazione (18) e San Luca inginocchiato accanto a un trono (21), nella loggetta sinistra (22), con busti di angeli entro clipei e grandi figure di santi e profeti a piena figura dietro le colonnine, e i paramenti decorativi presenti nei sott'archi dei lunettoni, della vetrata, e dei costoloni, con motivi vegetali e geometrici. Inoltre alcuni gli attribuiscono le fasce decorative della volta, in particolare i mascheroni vicini agli innesti sui pilastri. La loggetta destra (27) invece viene per lo più attribuita a un maestro romano.
La particolarità di questi affreschi consiste nel gusto spiccatamente gotico, in un'epoca in cui in Italia esso avviava appena ad attecchire in architettura. Lo smaccato profilo gotico delle cuspidi e i piccoli pinnacoli disegnati sopra gli archetti trilobati della loggetta è di per sé un'evidente adesione alla cultura gotica, così come il linearismo delle figure, i volumi risolti in piani schiacciati, la squillante cromia (con prevalenza di rossi intensi e turchini). Diversa dal gusto bizantino-classicheggiante è poi la continua differenziazione fiognomica dei personaggi, oppure il dialogo che la pittura instaura con i reali elementi architettonici.
Lo stesso Cimabue apparve interessato a questi goticismi, prendendovi spunto, soprattutto nei motivi della fasce decorative e in una certa ampiezza e scioltezza del disegno.

### Navata

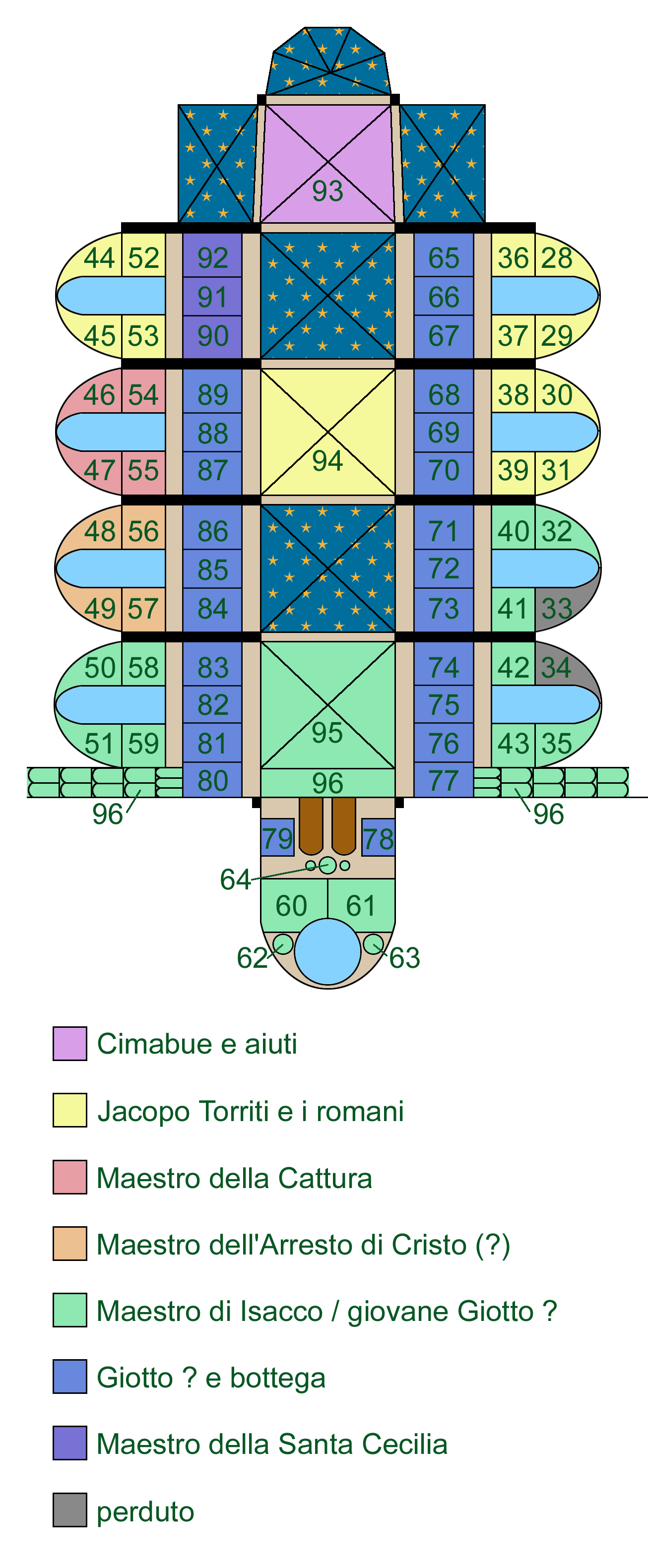
Schema degli affreschi nella navata e sulle volte della basilica superiore

Il programma iconografico della navata principale venne probabilmente formulato da Matteo d'Acquasparta, generale dei francescani tra il 1287 e il 1289: le Storie dell'Antico e Nuovo Testamento vennero disposte nella fascia alta, accanto alle finestre, mentre la zona inferiore, più sgombra e più vicina ai fedeli, doveva essere occupata dalle grandi Storie di san Francesco.
Nella fascia alta le scene si leggono per parete, prima a destra e poi a sinistra, e per registri, dalla scena più vicina all'altare a quello della parete di ingresso, dove terminano.
Il registro più alto mostra le Storie del Vecchio Testamento, due scene per campata; molte scene sono rovinate e in larga parte perdute.
Nella parete destra si trovano:
1. Separazione della luce dalle tenebre (Jacopo Torriti)
2. Creazione di Adamo (molto sciupata, attr. a Jacopo Torriti)
3. Creazione di Eva (Maestro della Cattura)
4. Peccato originale (sciupata, attr. a Jacopo Torriti)
5. Cacciata dal Paradiso (maestro romano)
6. Lunetta illeggibile, forse il Lavoro dei progenitori
7. Lunetta illeggibile, forse il Sacrificio di Caino e Abele
8. Uccisione di Abele (solo frammenti, Maestro di Isacco)

Segue il registro mediano:
1. Costruzione dell'arca (Jacopo Torriti)
2. Diluvio universale (solo frammenti, attr. a Jacopo Torriti)
3. Sacrificio di Isacco (Jacopo Torriti)
4. Abramo visitato dagli angeli (restano solo gli angeli, Jacopo Torriti)
5. Benedizione di Isacco a Giacobbe (Maestro di Isacco)
6. Esaù respinto da Isacco (Maestro di Isacco)
7. Giuseppe calato nel pozzo (sciupato, attr. a Maestro di Isacco)
8. Ritrovamento della coppa nel sacco di Beniamino (sciupata, Maestro di Isacco)

Sulla parete sinistra, nel registro più alto:
1. Annunciazione (molto sciupata, Jacopo Torriti)
2. Visitazione (solo frammenti, Jacopo Torriti)
3. Natività (Maestro della Cattura)
4. Adorazione dei Magi (solo frammenti, Maestro della Cattura)
5. Presentazione al Tempio
6. Fuga in Egitto (quasi perduta)
7. Disputa con i dottori (resta solo Gesù, attr. a un maestro romano o al giovane Giotto)
8. Battesimo di Cristo (giovane Giotto o Pietro Cavallini)

Nel registro sottostante:
1. Nozze di Cana (Jacopo Torriti)
2. Resurrezione di Lazzaro (Jacopo Torriti)
3. Cattura di Cristo (Maestro della Cattura)
4. Cristo deriso (sciupata, maestro romano?)
5. Andata al Calvario (Maestro dell'Andata al Calvario)
6. Crocifissione (sciupata, Maestro dell'Andata al Calvario)
7. Deposizione dalla croce (giovane Giotto)
8. Resurrezione (giovane Giotto)

Sulla controfacciata infine:
1. Ascensione (giovane Giotto)
2. Pentecoste (giovane Giotto)
3. Tondo di san Pietro (giovane Giotto)
4. Tondo di san Paolo (giovane Giotto)
5. Madonna col Bambino ridente (giovane Giotto)

#### Jacopo Torriti e i romani

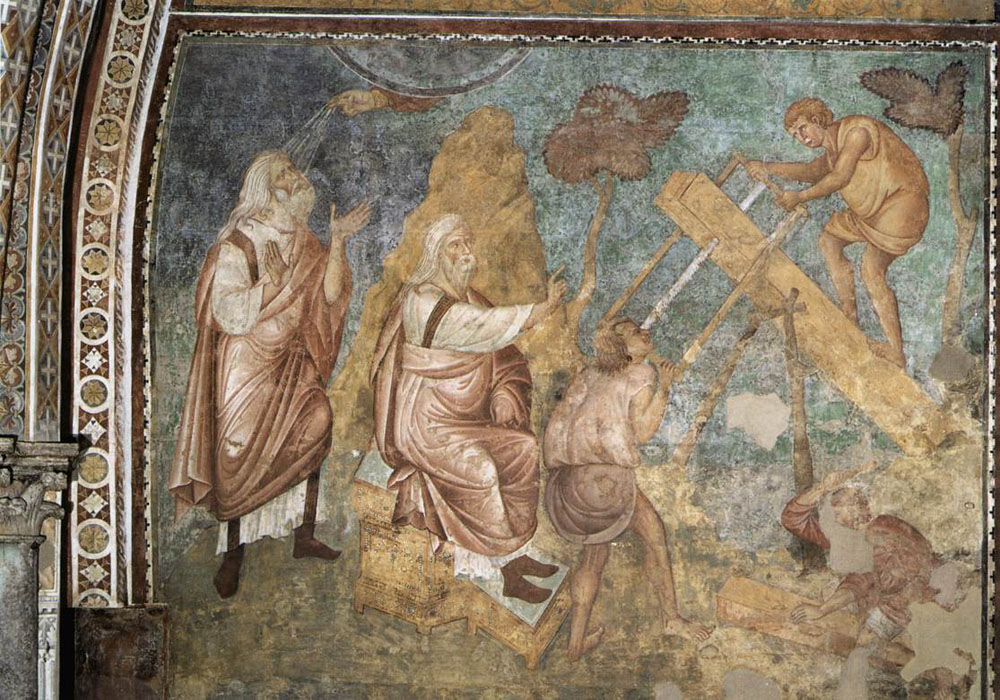
Jacopo Torriti, Costruzione dell'Arca

Dopo il completamento del transetto si iniziò a dipingere la navata con le Storie dell'Antico Testamento che si trovano nella fascia più alta vicino alle finestre, i lunettoni. La fascia superiore del lato nord inizia con le Storie della creazione, a partire dalla creazione del mondo fino all'uccisione di Abele. Con le Storie di Noè inizia il ciclo di una "nuova umanità", accompagnato poi dagli episodi legati ai patriarchi Abramo, Giacobbe e Giuseppe.
Per questa impresa vennero chiamati pittori romani tra i quali spiccarono Jacopo Torriti, attivo entro l'ultimo quarto del Duecento, e Filippo Rusuti.
Il Torriti, con vari aiuti, decorò la parte alta della prima campata (quella più vicina all'altare) e la volta della seconda, dopodiché venne richiamato a Roma per sovrintendere ad altri cantieri papali.
Lo stile "romano" mostra un retaggio più marcato verso modelli classici e paleocristiani, con figure solenni, auliche, dal gusto molto raffinato. Nella Volta degli Intercessori (94) Torriti inserì il motivo tradizionale degli angeli che sostengono clipei con figure della Vergine, del Redentore, di san Giovanni e di san Francesco.

#### Maestro della Cattura
l'artista che dipinse le fasce superiori della seconda campata, e che viene genericamente indicato come Maestro della Cattura. Probabilmente era un pittore formatosi proprio ad Assisi, come sembra suggerire il suo stile che media tra la spazialità di Cimabue e il disegno classicheggiante di Torriti.
Le pitture vennero inscritte in riquadri incorniciati da fasce geometriche, come se fossero quadri appesi su una parete decorata. Questo motivo, presente per esempio nelle decorazioni del Sancta Sanctorum di Roma ha fatto pensare anche ad un probabile artista di formazione romana. Questo schema venne rivoluzionato nella fascia inferiore da Giotto (o comunque dal Maestro delle Storie di San Francesco, che alcuni studiosi non fanno coincidere con il maestro fiorentino).

#### Maestro d'Isacco

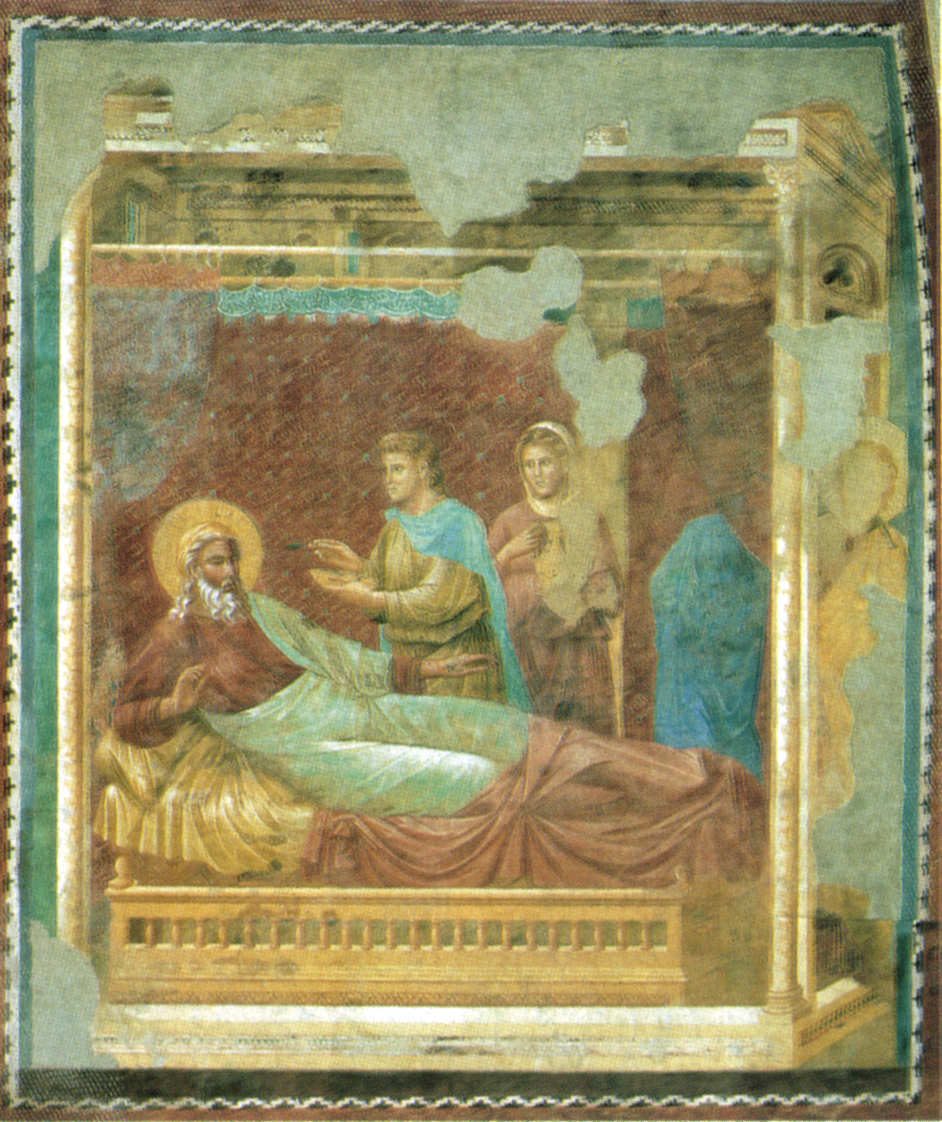
Maestro d'Isacco, Isacco respinge Esaù, Assisi, basilica superiore di San Francesco

Nelle scene dalla Costruzione dell'arca di Noè fino al Sacrificio di Isacco si nota un'impostazione più vivace accompagnata da una maggiore tensione, che testimoniano l'operato della scuola di Cimabue.
In particolare al pittore denominato Maestro d'Isacco sono attribuite le scene di Isacco che benedice Giacobbe (40) e Esaù respinto da Isacco (41). Allo stesso pittore si attribuiscono anche i disegni per le Storie di Giuseppe, situati nella prima campata di destra. L'importanza di questo artista anonimo è notevole, ed alcuni critici vi hanno indicato la mano del giovane Giotto.
Nuova è la straordinaria plasticità dei corpi, definita da un chiaroscuro molto forte e dall'andamento verosimile del panneggio, che richiama esempi più scultorei che della pittura contemporanea: per esempio nei capelli non sono usati toni morbidi, ma netti contrasti con ombre scure che ricordano i lavori di Nicola Pisano al pulpito del battistero di Pisa.
Ma ancora più interessante è la costruzione della scena nello spazio, con la finta architettura che fa da "scatola": se ne vede lo spessore interno ed esterno grazie alle pareti laterali in scorcio, mentre anteriormente è stata aperta per permettere di vedere la scena. Vi sono due piani distinti in profondità, sottolineati dal diverso disporsi dei drappi appesi. Il letto di Isacco poi crea un secondo palcoscenico analogamente rappresentato in una sorta di assonometria. La luce cade omogeneamente da sinistra e lascia in ombra le zone che effettivamente non potrebbe raggiungere nella realtà. Ancora la rappresentazione presenta delle contraddizioni (ad esempio le pareti laterali divergono, anziché convergere in profondità), però segna decisamente un punto di partenza per le future esplorazioni in senso tridimensionale di Giotto.
Alcuni hanno anche indicato nel Maestro di Isacco la possibile attività di pittore (inedita) di Arnolfo di Cambio, anche se è più probabile l'attribuzione a Giotto, suffragata anche dal confronto con alcune opere del maestro nel quale si riscontra un uso plastico del chiaroscuro molto simile (come nella Madonna di Borgo San Lorenzo o nella Croce di Santa Maria Novella).
A lui sono attribuite altre scene tra le Storie dell'Antico Testamento, quali Giuseppe calato nel pozzo (42), il Ritrovamento della coppa nel sacco di Beniamino (43), l'Uccisione di Abele (35), la volta dei Dottori della Chiesa (95) e l'arcone coi santi (96).

#### Antico e Nuovo Testamento

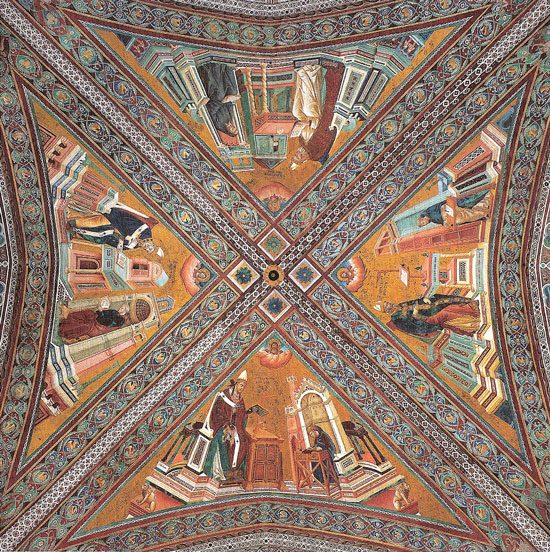
La Volta dei Dottori della Chiesa

Gli affreschi neotestamentari del lato sud, sulla fascia superiore, illustrano la Vita di Cristo dall'Annunciazione (44) alle Nozze di Cana (52) mentre, sulla controfacciata, l'Ascensione (60) e la Pentecoste (61). Sempre sulla controfacciata si trovano i medaglioni con la Madonna col Bambino ridente e Angeli (64), nonché, nella parte alta, San Pietro (62) e San Paolo (63), tutti attribuiti, generalmente, al giovane Giotto (o comunque il responsabile delle Storie francescane) in una fase immediatamente precedente alla decorazione della fascia inferiore con le vicende di san Francesco.
La quarta campata (severamente danneggiata dal terremoto del 1997) presenta la volta dei Dottori della Chiesa (95), ciascuno seduto con uno scrivano vicino: san Girolamo, sant'Agostino, san Gregorio e sant'Ambrogio; l'opera è attribuita a maestranze coordinate dal Maestro di Isacco.

#### LeStorie di san Francesco
Le grandi scene con le Storie di san Francesco riempiono tutta la fascia centrale della navata. Furono verosimilmente dipinte tra il 1290 e il 1295 da un ampio numero di pittori provenienti, secondo una parte della critica storica, dalla scuola romana, mentre secondo altri la loro origine va cercata nella pittura fiorentina, con a capo Giotto.

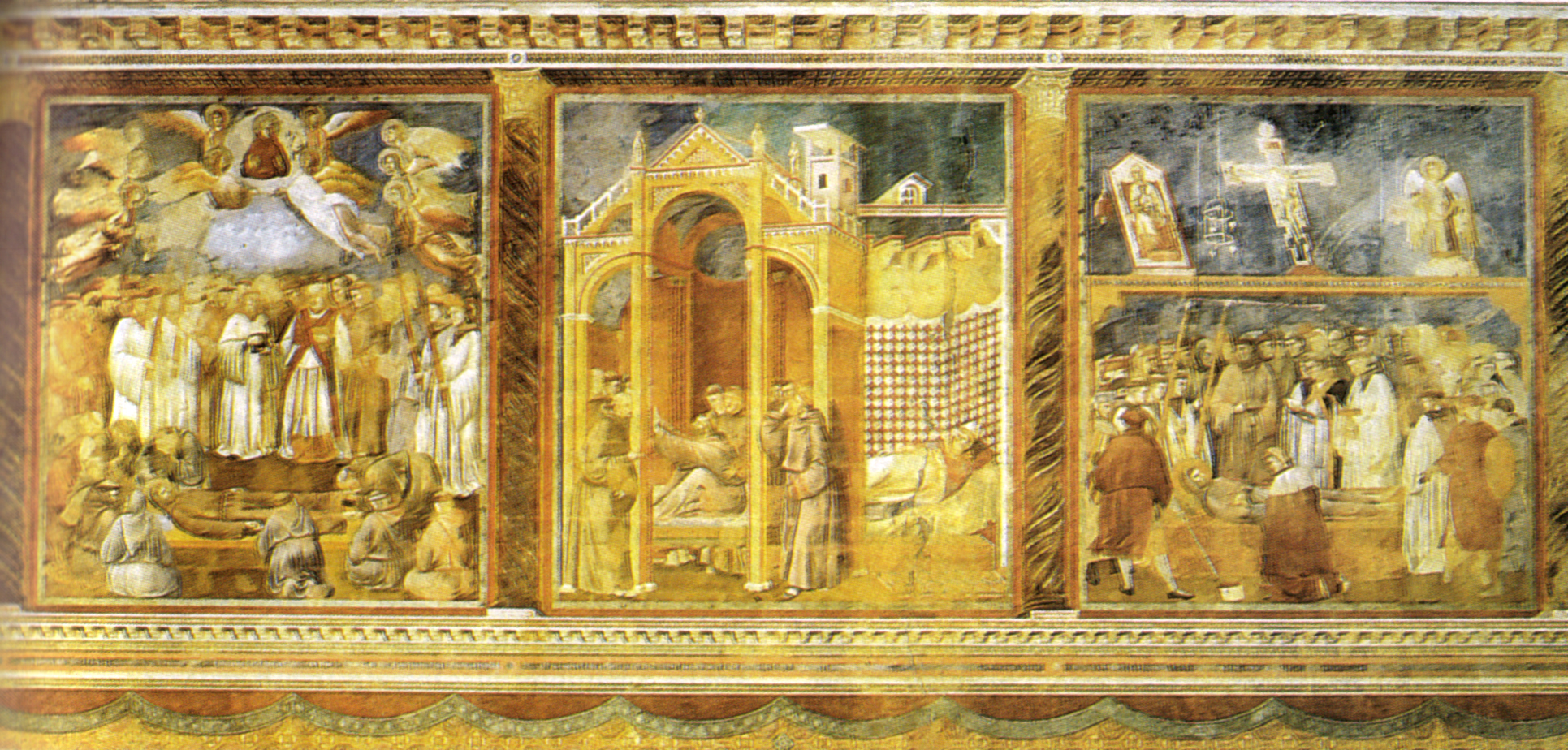
Impaginazione delle Storie di San Francesco

Le scene sono inscritte in finte architetture che ricordano l'opera del Maestro di Isacco: al di sotto di una reale cornice marcapiano, che delimita il lato basso (con scalino) degli arconi del registro superiore, fu dipinta una serie di mensole, sorrette da illusionistiche colonne tortili con capitelli corinzi, che lasciano intravedere anche un sottile soffitto a cassettoni. In basso, a livello dello spettatore, è dipinta invece una cortina di tendaggi appesi. Tra colonna e colonna sono poste le 28 scene della vita del Santo, che quindi non sono come "quadri" appesi su pareti a sfondo geometrico come nei cicli di affreschi di scuola romana presenti anche nel registro superiore. Ciascuna scena è grande 230 x 270 cm ed è dipinta ad affresco con ritocchi a secco quasi inesistenti (o perduti). La lettura delle scene inizia vicino all'altare lungo la parete destra, poi prosegue nella controfacciata e infine nella parete sinistra fino a tornare vicino all'altare. Vi sono raffigurati episodi della vita del santo dalla giovinezza alla morte ai presunti miracoli postumi, con un'alternanza tra episodi storici ufficiali e leggende agiografiche.
L'insieme genera ancora stupore ed è difficile immaginare quale effetto dovessero fare sui contemporanei l'incredibile serie di novità introdotte da questo ciclo pittorico, che ruppe drasticamente con la pittura bizantina: niente più preziosismi fini a se stessi, niente più oro, niente fissità da icona, niente simbologie arcane incomprensibili per la gente comune. La vita quotidiana tornò al centro delle attenzioni della pittura dopo essere stata esclusa dai cicli decorativi per secoli. Secondo l'insegnamento francescano, Giotto rappresenta i fatti con semplicità e naturalezza, due elementi che riconducono la pittura giottesca alla serena essenzialità della tradizione classica, aprendo quindi la strada alla pittura del Rinascimento.

##### Elenco delle scene

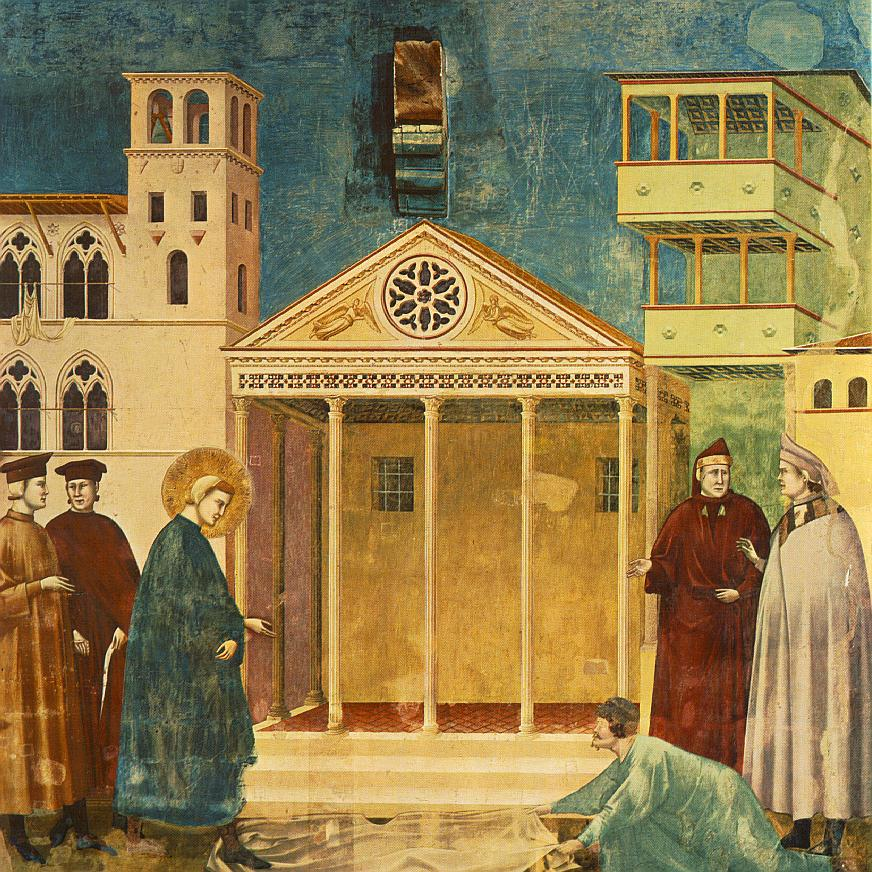
Omaggio dell'uomo semplice

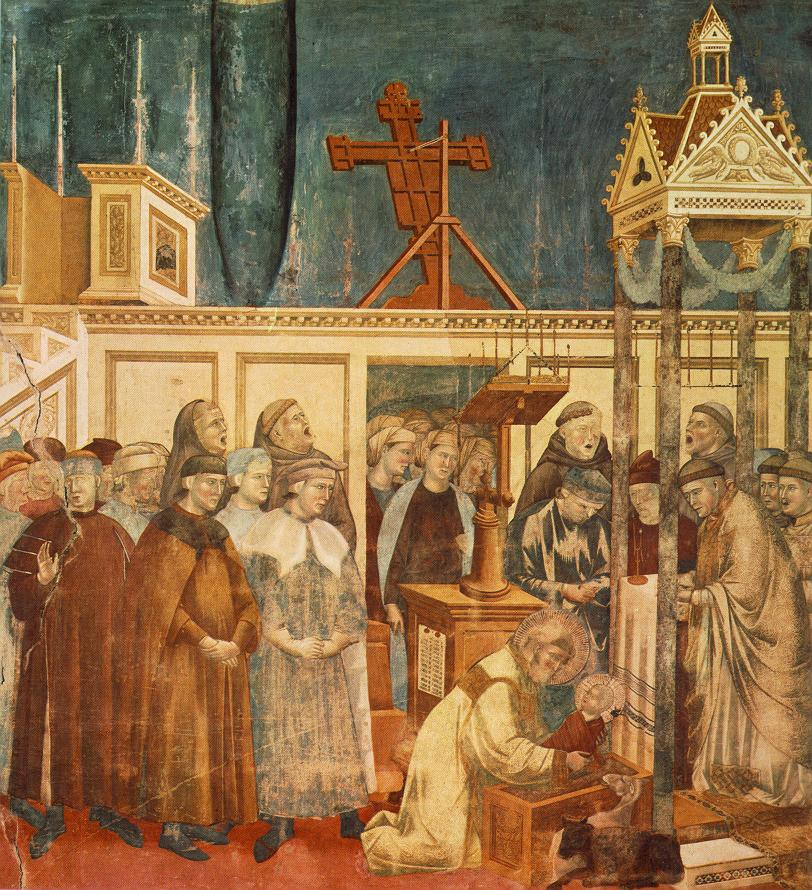
Il Presepe di Greccio

Secondo i più recenti studi, il ciclo di Assisi sembra essere suddiviso in tre gruppi distinti: il primo e l'ultimo di sette quadri ciascuno, il mediano di sette coppie, quattordici in tutto.
I primi sette episodi rappresentano l'iter della conversione di san Francesco sino all'approvazione della regola. Il gruppo centrale, considerato evidentemente il principale, mostra tutto lo sviluppo dell'Ordine con san Francesco, sino alla sua morte. Gli ultimi sette sono le esequie e la canonizzazione del santo, compresi i miracoli post mortem ritenuti necessari a questa. Nel primo gruppo San Francesco è senza l'Ordine, nel secondo è insieme all'Ordine, nel terzo è l'Ordine che prosegue l'opera di san Francesco.
1. Omaggio dell'uomo semplice (Legenda maior, I,1) - La pittura non è di mano di Giotto
2. Francesco dona il mantello a un povero (Legenda maior, I,2). Il colore bianco del cavallo e delle colonne è diventato nero per effetto dell'ossidazione del colore dovuta ad umidità
3. Sogno delle armi (Legenda maior, I,3)
4. Preghiera in San Damiano (Legenda maior, II,1)
5. Francesco rinuncia ai beni terreni (Legenda maior, II,1). Le persone sono divise in due gruppi ben definiti, rappresentanti il passato e il futuro di Francesco; il giovane è ritratto a mani alzate verso la mano di Dio che appare in alto.
6. Sogno di Innocenzo III (Legenda maior, III,10). Durante un sogno il Papa vede l'umile Francesco che regge la basilica del Laterano.
7. Innocenzo III conferma la Regola francescana (Legenda maior, III,10)
8. Apparizione di Francesco su un carro di fuoco (Legenda maior, IV,4)
9. Visione dei troni (Legenda maior, VI,6)
10. Cacciata dei diavoli da Arezzo (Legenda maior, VI,9)
11. Francesco davanti al Sultano (Legenda maior, IX,8). Francesco è sottoposto alla prova del fuoco; davanti a lui i preziosi regali donatigli dal sultano Melek el Kamel che, però, il frate rifiuta
12. Francesco in estasi (Legenda maior, X,4)
13. Presepe di Greccio (Legenda maior, X,7). Anche se le fonti indicano che il fatto è avvenuto a Greccio, nel reatino, l'ambientazione ricorda la basilica inferiore di Assisi.
14. Miracolo della sorgente (Legenda maior, VII,12)
15. Predica agli uccelli (Legenda maior, XII,3)
16. Morte del cavaliere di Celano (Legenda maior, XI,4)
17. Predica davanti ad Onorio III (Legenda maior, XII,7)
18. San Francesco appare al Capitolo di Arles (Legenda maior, IV,10)
19. Francesco riceve le stimmate (Legenda maior, XIII,3)
20. Morte di san Francesco (Legenda maior, XIV,6)
21. Visioni di frate Agostino e del vescovo di Assisi (Legenda maior, XIV,6)
22. Girolamo esamina le stimmate (Legenda maior, XV,4)
23. Saluto di Chiara e delle sue compagne a Francesco (Legenda maior, XV,5)
24. Canonizzazione di san Francesco (Luglio 1228, bolla papale Mira circa nos)
25. Francesco appare a Gregorio IX (Legenda maior, Mir. II,1)
26. Guarigione dell'uomo di Ilerda (Legenda maior, Mir. I,5) - La pittura non è di mano di Giotto, forse del Maestro della Santa Cecilia
27. Confessione della donna resuscitata (Legenda maior, Mir. II,1) - La pittura non è di mano di Giotto, forse del Maestro della Santa Cecilia
28. Francesco libera l'eretico Pietro di Alife (Legenda maior, Mir. V,4) - La pittura non è di mano di Giotto, forse del Maestro della Santa Cecilia

### Datazione degli affreschi
Molto dibattuta e controversa è stata (e forse sarà ancora) la datazione del ciclo di affreschi, che rappresenta un momento capitale dell'arte italiana ed europea.
Nel XX secolo la maggior parte della critica ha ritenuto che gli affreschi più antichi (transetto ed abside) siano stati eseguiti nel 1277-1280, seguiti da quelli della navata eseguiti nell'ultimo decennio del XIII secolo. In tal senso si sono espressi Toesca, Ragghianti, Volpe, Boskovitz, Bologna, Gnudi, Tomei ed altri ancora. L'argomentazione principale in favore di questa datazione, insieme a vari indizi di carattere storico ed iconografico, riguarda la presenza degli stemmi del pontefice del periodo, Niccolò III, nello spicchio della volta centrale che raffigura l'evangelista Marco e la città di Roma. Gli stemmi del pontefice sono riportati sulla facciata di un palazzo ritenuto il palazzo senatorio (Campidoglio).
Di diverso avviso sono stati invece Nicholson, Brandi e Salvini, che hanno ritenuto probabile l'esecuzione degli affreschi del transetto ed abside negli anni del pontificato di Niccolò IV (1288-1292), il primo papa francescano della storia, assai affezionato alla basilica principale dell'ordine. L'analisi rigorosa e scrupolosa di Luciano Bellosi pubblicata nel 2004 ha permesso di ridatare definitivamente gli affreschi dell'abside e del transetto a tale periodo. Gli argomenti riportati dal Bellosi sono i seguenti:
- gli stemmi di Niccolò III sono troppo piccoli e visibili solo con un potente binocolo per voler rappresentare un omaggio al pontefice regnante. Più probabile che Cimabue abbia voluto dipingere una fedele riproduzione del palazzo senatorio che in quegli anni aveva sulla facciata tali stemmi.
- Niccolò IV fu il primo pontefice francescano e il suo sostegno alla basilica è testimoniato da otto bolle pontificie. Con una bolla del 1288, in particolare, stabilì che tutte le offerte donate dai pellegrini in visita ad Assisi fossero investite nella decorazione della chiesa.
- La decorazione della basilica è omogenea da un punto di vista tematico e degli ornamenti e frutto di un programma chiaramente unitario: gli affreschi di abside e transetto non possono essere troppo distanti da quelli della navata, che sono chiaramente del 1290-1300).
- Le aureole sono in rilievo e raggiate. Nessun ciclo di affreschi prima del 1284 riporta aureole di questo tipo, mentre diventa consuetudine dopo gli affreschi assisiati.
- La narice nelle teste piegate a “tre quarti” non è più un semplice ispessimento del bordo del naso come nelle opere di Cimabue databili intorno al 1280 quali la Maestà del Louvre, il crocifisso di Santa Croce o i mosaici del battistero fiorentino. Gli affreschi assisiati riportano una sorta di incisione entro il naso, come nella Madonna di Santa Trinita e nel mosaico absidale del duomo pisano, che sono le opere più tarde a noi giunte di Cimabue.
- La scena della Vergine seduta sul trono celeste insieme a Gesù Cristo riporta una raffigurazione frontale del trono, con entrambi i fianchi aperti come le pagine di un libro. Una tale rappresentazione del trono si ritrova solo nella Madonna di Santa Trinita (1290-1300 circa), mentre la Maestà del Louvre (1280 circa) e la Madonna di Bologna (1281-1285 circa) riportano un trono in tralice. Anche Duccio di Buoninsegna, al tempo giovane e allievo di Cimabue, raffigura troni in tralice nelle Madonna Rucellai del 1285 e nella Vetrata del Duomo di Siena del 1287-1288, mentre nelle opere successive raffigura troni frontali.
- i cosiddetti francescani spirituali, invocando il diretto insegnamento di povertà di San Francesco, si rifiutavano di arricchire i luoghi di culto francescani con opere d'arte. La linea spirituale prevalse nel capitolo generale di Narbona (1260) e ancora nel capitolo generale di Assisi del 1279 quando venne ribadita la scelta aniconica (senza immagini della divinità). Tuttavia la chiesa fu dichiarata dal pontefice Niccolò IV una basilica papale, scavalcando le norme dei francescani sulla povertà e la sobrietà.

## Vetrate

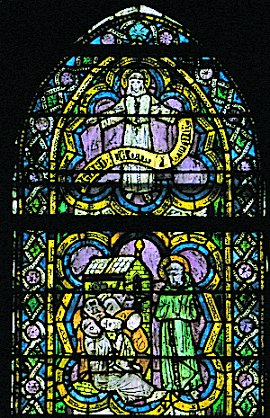
Maestro di San Francesco (attr.), Sant'Antonio predica al Capitolo di Arles quando appare San Francesco

Gli scarsi frammenti recuperati dagli scavi della Chiesa Nuova di San Vincenzo al Volturno, dall'abbazia di Fruttuaria e dalla Torre civica di Pavia testimoniano l'esistenza di vetrate dipinte in grisaille in Italia almeno dai secoli XI-XII, probabilmente le prime figurate. La scarsità di tali ritrovamenti, fa però della basilica di Assisi il nucleo più antico delle vetrate superstiti, che è quindi giocoforza il punto d'avvio della storia della vetrata italiana.
La vetrata della quadrifora del transetto sinistro è della fine del Duecento (Storie della Genesi e sante), e il disegno è assegnato, con prudenza, a un maestro possibilmente francese. Le tre bifore dietro l'altare hanno, da sinistra, le Concordanze tra Vecchio e Nuovo Testamento, la Vita di Gesù e le Storie della Passione, tutte attribuite a maestri tedeschi e databili alla metà del Duecento. La vetrata della quadrifora del transetto destro mostra le Apparizioni angeliche e di Cristo, attribuite al disegno del Maestro di San Francesco con collaboratori, nella seconda metà del Duecento.
Nella navata, a partire dall'ingresso procedendo verso destra, si incontrano San Francesco, sant'Antonio e storie della loro vita su cartone forse del Maestro di San Francesco o forse di un maestro romano di fine Duecento. Seguono gli Apostoli Bartolomeo e Matteo e storie della loro vita del Maestro di San Francesco, poi nella terza Santi Giovanni Evangelista e Tommaso, e nella quarta altre figure di apostoli, tutti attribuiti a vetrai francesi.
Sul lato sinistro invece, a partire sempre dall'ingresso, si incontrano: il Redentore, la Vergine e la glorificazione di san Francesco, Profeti e santi (entrambe attribuite al Maestro di San Francesco), Santi Filippo e Giacomo minore e Santi Simone e Giuda Taddeo, pure assegnate al Maestro di San Francesco, con ampi rifacimenti moderni.

## Altri arredi

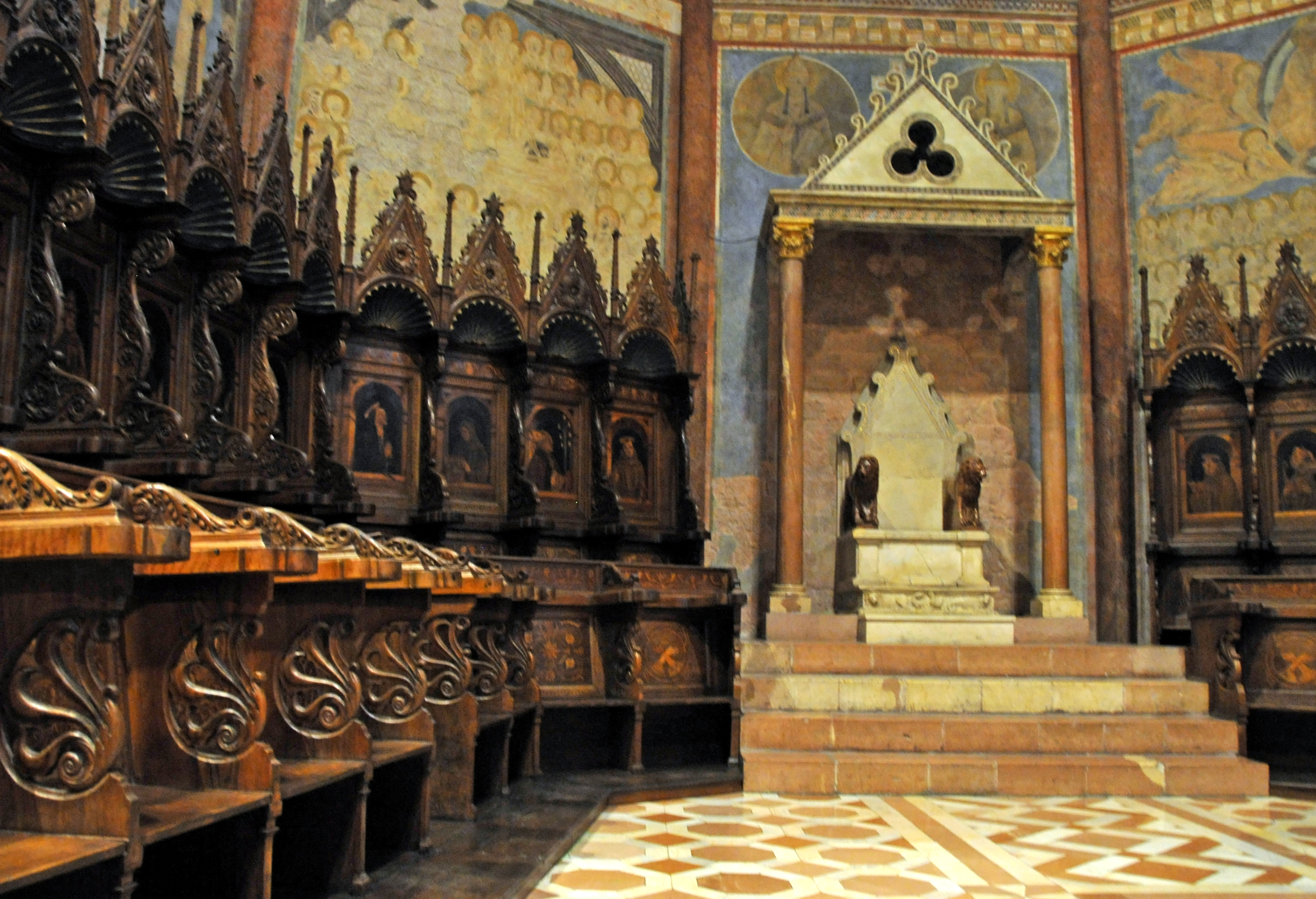
La cattedra e il coro

La cattedra con decorazioni cosmatesche fu realizzata nel XIII secolo assemblando elementi vari. L'altare maggiore, consacrato nel 1253 da Innocenzo IV, ha specchiature marmoree e decori cosmateschi: distrutto dal crollo delle volte soprastanti nel terremoto del 26 settembre 1997, è stato fedelmente ricostruito in pristinum.
Il coro ligneo del presbiterio è una notevole opera gotico-rinascimentale, intaglia e intarsiata, opera di Domenico Indivini del 1491-1501, aiutato dal fratello Nicola, da Pierantonio e Francesco Acciccaferro, e da Giovanni di Pierjacopo. È composto da 102 stalli, con pregevoli tarsie di busti dei personaggi illustri tra i frati Minori e dell'Ordine Francescano in generale, compreso papa Sisto IV.
A sinistra del portale d'ingresso, l'acquasantiera è della fine del Duecento. Vicino all'ultimo pilastro a sinistra si trova un pulpito marmoreo con colonnine tortili e figure di santi entro tabernacoletti, di artista umbro della prima metà del Trecento. Da esso predicarono san Bernardino da Siena nel 1426 e 1427, e san Giovanni da Capestrano nel 1430.

## Organo a canne
Nella basilica vi è l'organo a canne Mascioni opus 1053, costruito nel 1982. Con tre tastiere di 61 tasti ciascuna ed una pedaliera di 32, è a trasmissione elettrica. Le canne sono prive di mostra e sono tutte collocate dietro stalli del coro, che le celano completamente alla vista; la consolle, invece, si trova generalmente nel transetto destro.

### Attuali organisti della basilica
M° Piergiovanni Domeneghini primo organista e organista della "Cappella Musicale della Basilica Papale di San Francesco in Assisi"
M° Alessandro Bianconi secondo organista